# 沢田茂生
沢田 茂生（さわだ しげお、1932年1月3日 - ）は日本の郵政官僚。郵政事務次官、郵便貯金振興会理事長、NTT副社長、同会長などを歴任した。

## 来歴
愛知県出身。京都大学法学部卒業。1954年 郵政省に入省。大臣官房文書課長補佐、貯金局規画課長などを経て、1974年7月 貯金局管理課長。1975年7月 大臣官房文書課長。1976年7月 大臣官房郵政参事官。1977年7月 電波監理局放送部長。1978年7月 中国郵政局長。1980年7月 大臣官房経理部長。1981年7月 大臣官房長。1983年7月 貯金局長。1984年7月 大臣官房付。同年8月 電気通信局長。1986年6月17日 郵政事務次官。1988年6月3日 退官。同年7月 郵便貯金振興会理事長。1990年6月 NTT代表取締役副社長。1996年6月 同代表取締役会長。